# ابوالشیص
ابوجعفر، محمد بن عبدالله خُزاعی شهرت‌یافته به ابوالشیص (?-۸۱۲م) شاعر عراقی در سدهٔ دوم هجری و پسرعموی دعبل بن علی خزاعی بود.
او با ابونواس، اشجع سلمی و مسلم بن ولید دوست بوده. در ابتدا مدح‌گر امیر رقه بود و از او هدیه‌های بسیاری می‌گرفت. سپس در روزگار هارون‌الرشید، به مدحش پرداخت. در پایان عمر نابینا شد و گویند غلام عُقبه بن جعفر او را کشت.